# 加齐号潜艇 (1975年)
加齊號潛艇（PNS Ghazi S-134）原為葡萄牙海軍的大青花魚級常規動力潛艇查夏洛特號（NRP Cachalote S-165），是仿製法國的達弗尼級潛艇。1968年服役，1975年出售給巴基斯坦海軍，更名為“加齊”號，以紀念在第三次印巴戰爭時期意外沉沒的同名美式潛艇。
1998年，“加齊”號參與了一部電影的拍攝，在劇中飾演第一代“加齊”號（PNS Ghazi S-130）。
2006年，“加齊”號退役。艇名預計由中國製造的039A型潛艇傳承。
1. ↑  ,   [2024-10-18], （原始内容存档于2024-12-19） （中文（中国大陆））